# Двигатель Вальтера

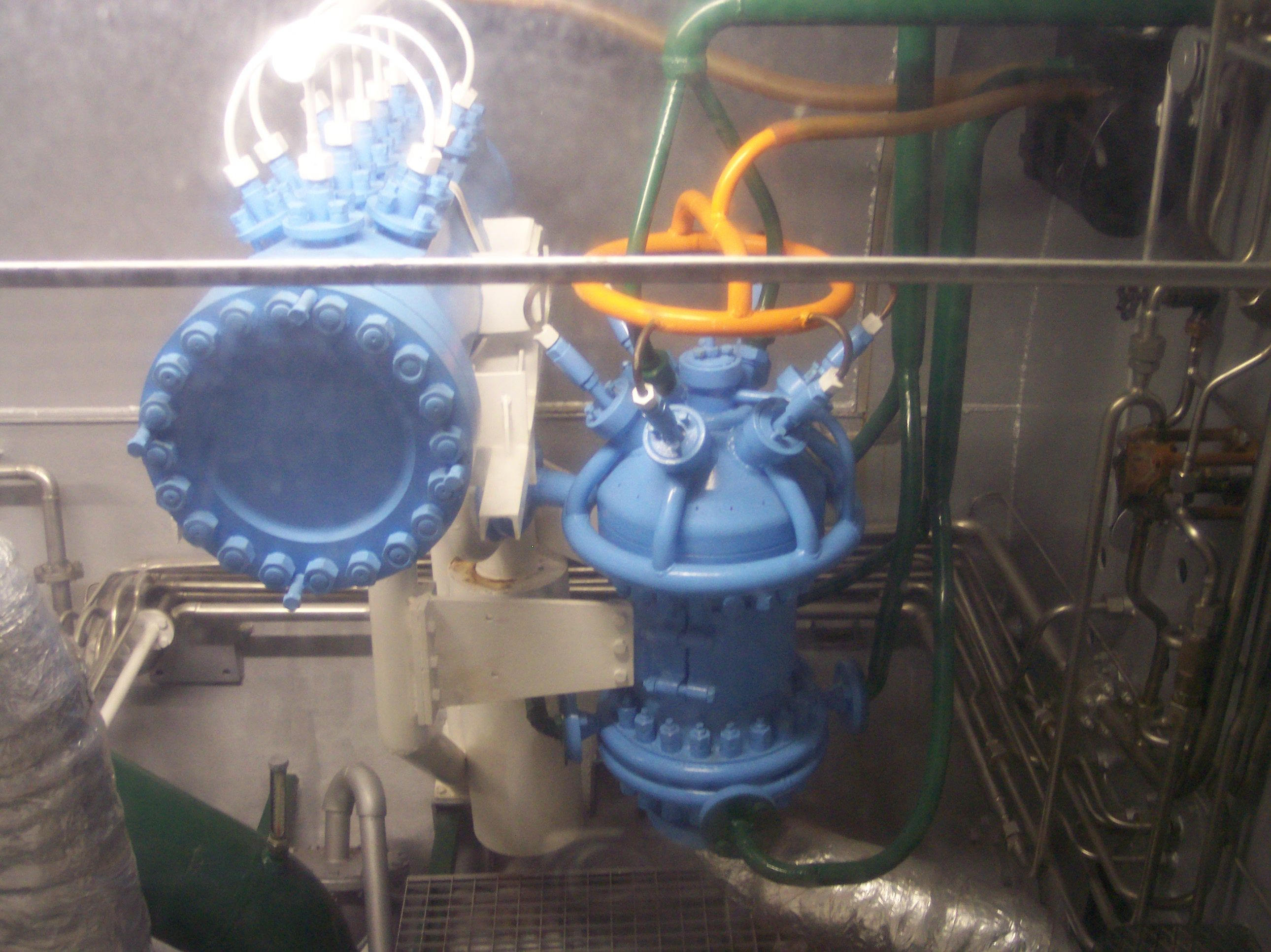
Генератор пара двигателя Вальтера

Двигатель Вальтера — тип воздухонезависимого двигателя, разработанного немецким инженером-изобретателем Гельмутом Вальтером.

## «Цикл Вальтера». Принцип работы двигателей Вальтера
Новизной двигателей Вальтера было использование в качестве энергоносителя и одновременно окислителя концентрированной перекиси водорода, разлагаемой с помощью различных катализаторов, главным из которых был перманганат натрия, калия или кальция. В сложных реакторах двигателей Вальтера в качестве катализатора применялось и чистое пористое серебро.
При разложении перекиси водорода на катализаторе выделяется большое количество теплоты, причём образующаяся в результате реакции разложения перекиси водорода вода превращается в пар, а в смеси с одновременно выделяющимся во время реакции атомарным кислородом образует так называемый «парогаз». Температура парогаза, в зависимости от степени начальной концентрации перекиси водорода, может достигать 700—800 С°.
Концентрированная примерно до 80—85 % перекись водорода в разных немецких документах носила название «оксилин», «топливо Т» (T-stoff), «аурол», «пергидроль». Раствор катализатора имел название Z-stoff.
Топливо для двигателей Вальтера, состоявшее из T-stoff и Z-stoff, называлось однокомпонентным, поскольку катализатор не является компонентом.
В других типах двигателей Вальтера использовалось двухкомпонентное топливо, состоящее из T-stoff и, например, С-stoff (смесь 30 % гидразина, 57 % метанола, 13 % воды). Например, на такой смеси работал двигатель Walter HWK RI-203 (см. ниже).
Температура в камере сгорания двигателей, использовавших T-stoff и С-stoff или иные жидкие горючие (например метанол, нефть, декалин) была значительно более высокой, чем температура паро-кислородного парогаза и достигала температур камеры сгорания ЖРД, использующих в качестве окислителя азотную кислоту или тетраоксид азота. КПД двигателей Вальтера с использованием выделяющегося при реакции разложения перекиси водорода кислорода путём сжигания в нём жидких органических топлив был значительно выше, чем КПД простой реакции разложения T-stoff на катализаторе.
В двигателях Вальтера ПГТУ образующийся в реакторе парогаз T-stoff и Z-stoff или T-stoff и С-stoff направлялся на рабочие лопатки турбины, где происходило преобразование химической энергии топлива в механическую энергию вращающегося вала, позволяющего передавать энергию, например, на двигательные винты подводной лодки или торпеды.
Более сложный цикл, необходимый для бесследных ПГТУ подводных лодок или торпед, включал в себя сжигание в T-stoff солярового масла, образующийся газ сгорания совершал работу в турбине и затем направлялся в конденсатор, где конденсировался в водяной пар, а углекислый газ сжижался и выбрасывался из подводной лодки при помощи барботирования через мелкие отверстия специального выпускного устройства. Устремляясь к поверхности воды, мелкие пузырьки углекислого газа растворялись в воде, чем и достигалась практическая бесследность подводной лодки.
В некоторых циклах Вальтера турбина не вращала винты через механический редуктор, а приводила в действие электрогенератор, который уже приводил в действие ходовые электромоторы подводной лодки, а, кроме того, при необходимости, и мог заряжать аккумуляторы ПЛ.

## Жидкостные реактивные двигатели Вальтера
В 1936 г. Немецкий авиационный институт заключил с Вальтером контракт на создание жидкостного ракетного двигателя (ЖРД) тягой 45 кгс, который позволял бы проводить его испытания и приборные измерения характеристик непосредственно в полёте на летающей лаборатории.  В ЖРД двигателях Вальтера парогаз T-stoff и Z-stoff, образующийся в реакторе, которым являлась часто сама камера сгорания (разложения), создавал реактивную тягу, так же как и газы горения T-stoff и С-stoff. В некоторых типах двигателя Вальтера T-stoff не соединялся непосредственно с С-stoff, а сначала разлагался с помощью Z-stoff, и только затем горячий окислительный парогаз окислял различные С-stoff-горючие в камере сгорания.
Такой ЖРД был создан и успешно испытан даже для набора высоты на небольших самолётах, что дало возможность считать, что подобные двигатели могут быть использованы в качестве вспомогательных ускорителей для старта тяжёлых бомбардировщиков.
Получив помощь Министерства авиации, Вальтер начал конструировать более мощный ЖРД тягой уже 400 кгс, получивший обозначение HWK R I 203.
Фирма «Хейнкель» начинает проектировать под новый двигатель Вальтера, названный Walter HWK RI-203, одноместный самолёт «He 176».
Серийно выпускались следующие двигатели Вальтера с управлением тягой, применявшиеся в немецкой военной технике совершенно различного назначения — от стартовых ускорителей до двигательных установок самолётов и «планирующих авиационных бомбо-ракет»:
- Walter HWK 507 тяга 240—600 кгс. (двигатель первой в мире управляемой авиационной бомбы (УАБ) или противокорабельной ракеты «воздух-поверхность» Hs-293). По другим данным обозначение этого двигателя HWK 109-507, в соответствии с практикой германского Министерства авиации все секретные разработки ракетных двигателей начинались с индекса «109».
- Walter HWK 507D тяга 1300 кгс. (двигатель первой в мире УАБ или управляемой противокорабельной ракеты «воздух-поверхность» Hs-294 для поражения корабля ниже ватерлинии). Двигатель управляемых противокорабельных ракет Hs-295, Hs-296, Hs-295D (телевизионное управление)
- Walter HWK 573 тяга ??? кгс. (работающий под водой двигатель первой в мире управляемой противокорабельной ракеты «воздух-поверхность» GT 1200A для поражения корабля ниже ватерлинии); планирующая торпеда (УАБ) GT 1200A имела подводную скорость 230 км/ч, стала прототипом высокоскоростной торпеды СССР «Шквал».
- Walter HWK-109 тяга 400 кгс. (двигатель DFS-40 прототипа реактивного самолёта Ме-163 «Комета»)
- Walter HWK RII-203B тяга 750 кгс.
- Walter HWK RI-203 тяга 950 кгс. (первый двигатель Вальтера, прототип двигателя был ТР-2)
- Walter HWK RII-211 ??? кгс.
- Walter HWK 501 тяга 1200 кгс.
- Walter HWK 502 (RI-210b) тяга 1500 кгс. (двигатель управляемой авиационной бомбы Bv 143 «Gleittorpedo»)
- Walter HWK-109-509A тяга 1700 кгс. (двигатель Ме-163А «Комета»)
- Walter HWK-109-509С, двухкамерный, тяга с вспомогательной камерой 2000 кгс. (двигатель Ме-163С «Комета»)
- Walter HWK-109-509С1, двухкамерный, тяга с вспомогательной камерой более 2000 кгс. (двигатель Ba-349 «Гадюка»)
- Walter HWK-109-509А2 тяга 2000 кгс.
- Walter HWK-109-509В тяга 2000 кгс. (двигатель для сверхзвукового перехватчика «DFS-346» («Sibel-346») с проектной скоростью 2,6 М. На основе «Sibel-346» в СССР в ОКБ-2 были продолжены работы по достижению скорости звука «проект 346».
- Walter HWK 109—729 ??? кгс. (двигатель-дублёр BMW 109—559 на ракете ЗУР Hs-117 Schmetterling)
- Walter HWK 109—739 ??? кгс. (двигатель ракеты ЗУР «Enzian» E-1)

## Подводные лодки и торпеды с турбинами Вальтера
С 1943 г по 1944 г было построено три малых лодки серии XVII (или Wa 201) U-792; U-793; U-794 с подводным водоизмещением 312 т, имеющие ПГТУ Вальтера. Скорость этих подлодок под водой достигала 25 узлов, запас хода на дополнительных дизелях 1800 миль. 2 торпедных аппарата.
- Серия XVIIB подводных лодок с подводным водоизмещением 412 т, включала в себя U-1405; U-1406; U-1407; U-1408. В мае 1945 г, часть подводных лодок с ПГТУ Вальтера была затоплена немцами, а часть попала в руки англичан и американцев. 
 Восстановленная после затопления самим Вальтером подлодка U-1407, впоследствии вошла в состав ВМС Великобритании под названием HMS «METEORITE». Немного позже были построены собственные лодки «Эксплорер» и «Экскалибур» с парогазовыми турбинами. Опытная эксплуатация этих кораблей, как впрочем и кратковременная служба немецких прототипов XXVI серии сопровождалась постоянными пожарами и взрывами. Оценивая опыт их эксплуатации, один из британских подводников заметил, что «Лучшее, что можно сделать с перекисью водорода — это заинтересовать ею потенциальных противников!»[1].

Кроме подлодок с ПГТУ Вальтера, строившихся серийно, существовали опытные подводные лодки с ПГТУ, или подлодки, не вышедшие из стадии проектирования.
- Тип XVIII. Океанская версия, водоизмещение 1600 т, скорость под водой 24 узла. Проект одобрен лично Гитлером на совещании его с Дёницем и доктором Вальтером в сентябре 1942 г. Была начата постройка двух подводных лодок.
- Тип XXVI. Проект. Длина 58,8 м, водоизмещение 950 т, скорость под водой 22,5 узла, 12 торпедных аппаратов. 2 спаренных зенитных автомата калибра 30 мм.
- Тип XXVIВ. Проект. Длина 63 м, водоизмещение 1050 т, запас хода 8 тыс. миль на 10 узлах и 160 миль под водой на 4 узлах, или 130 миль под водой на 21,5 узле. 12 торпедных аппаратов. 2 спаренных зенитных автомата калибра 30 мм.
- Тип XXXVI. Проект. Длина 61,2 м, водоизмещение 1000 т, запас хода 7 тыс. миль на 10 узлах и 110 миль под водой на 22 узлах, 10 торпедных аппаратов.

Силовые установки Вальтера с парогазовой турбиной использовались также для приведения в движение морских торпед.
С 1939 г по 1945 г, фирма Вальтера выпустила несколько типов опытных или мелкосерийных торпед общего индекса G7ut на перекиси водорода:
Торпеда Stein Barsh (Каменный окунь), калибр 533 мм, вес 1730 кг, вес БЧ 280 кг, мощность турбины 500 л. с., скорость 45 узлов, дальность хода 8 км, практически бесследная, серия в 100 шт.
Торпеда Stein Butte (Каменная камбала), серия в 100 шт.
Торпеда Stein Wal (Каменный кит) калибр 533 мм, вес 1801 кг, вес БЧ 300 кг, мощность турбины 500 л. с. скорость 45 узлов, дальность хода 22 км, практически бесследная, серия в 100 шт.
Торпеды с двигателями Вальтера были построены и в СССР.

## Двигатели Вальтера в СССР
После войны  один из заместителей Гельмута Вальтера некий Франц Статецки выразил желание работать на СССР. Статецки и группа «технической разведки» по вывозу из Германии военных технологий под руководством адмирала Л. А. Коршунова нашли в Германии фирму «Брюнер-Канис-Рейдер», которая была смежником в изготовлении турбинных установок Вальтера.
Для копирования немецкой подводной лодки с силовой установкой Вальтера сначала в Германии, а затем в СССР под руководством А. А. Антипина было создано «бюро Антипина», организация, из которой стараниями главного конструктора подводных лодок (капитана I ранга) А. А. Антипина образовалось СПМБМ «Малахит».
Задачей бюро было копирование достижений немцев по новым подводным лодкам (дизельным, электрическим, парогазотурбинным), но основной задачей было повторение скоростей немецких подводных лодок с циклом Вальтера.
В результате проведённых работ удалось полностью восстановить документацию, изготовить (частично из немецких, частично из вновь изготовленных узлов) и испытать парогазотурбинную установку немецких лодок серии XXVI.
После этого было решено строить советскую подлодку с двигателем Вальтера. Тема разработки подлодок с ПГТУ Вальтера получила название проект 617. В 1951 году подводная лодка проекта 617, названная С-99, была заложена в Ленинграде на заводе № 196. 21 апреля 1955 года, лодку вывели на государственные испытания, законченные 20 марта 1956 года.

Александр Тыклин, описывая биографию Антипина, писал: 
…Это была первая подводная лодка СССР, перешагнувшая 18-узловую величину подводной скорости: в течение 6 часов её подводная скорость составляла более 20 узлов! Корпус обеспечивал увеличение глубины погружения вдвое, то есть до глубины 200 метров. Но главным достоинством новой подводной лодки была её энергетическая установка, явившаяся удивительным по тем временам новшеством. И не случайно было посещение этой лодки академиками И. В. Курчатовым и А. П. Александровым — готовясь к созданию атомных подводных лодок, они не могли не познакомиться с первой в СССР подводной лодкой, имевшей турбинную установку. Впоследствии, многие конструктивные решения были заимствованы при разработке атомных энергетических установок…
В 1956—1958 годах были спроектированы большие подводные лодки проекта 643 с надводным водоизмещением в 1865 т и уже с двумя ПГТУ Вальтера. Однако в связи с созданием эскизного проекта первых атомных подводных лодок проект был закрыт. Но исследования ПГТУ лодки С-99 не прекратились, а были переведены в русло рассмотрения возможности применения двигателя Вальтера в разрабатываемой гигантской торпеде Т-15 с атомным зарядом, предложенной Сахаровым для уничтожения военно-морских баз и портов США; Т-15 должна была иметь длину в 24 м, дальность подводного хода до 40—50 миль, и нести термоядерную боеголовку, способную вызывать искусственное цунами для уничтожения прибрежных городов США.
После войны в СССР были доставлены торпеды с двигателями Вальтера, и НИИ-400 приступило к разработке отечественной дальноходной бесследной скоростной торпеды. В 1957 году были завершены государственные испытания торпед ДБТ; торпеда ДБТ принята на вооружение в декабре 1957 года под шифром 53-57. Торпеда 53-57 калибром 533 мм, имела вес около 2000 кг, скорость 45 узлов при дальности хода до 18 км. Боеголовка торпеды весила 306 кг.